# Городской усач
Усач городской, или усач узбекский, или усач сартский (лат. Aeolesthes sarta) — вид жуков-усачей из подсемейства собственно усачей.

## Описание
Жуки тёмно-коричневые длиной от 25 до 47 мм.

## Экология
Кормовым растениями личинок являются орех грецкий, яблоня лесная, платан восточный, тополь белый, евфратский тополь, тополь таласский, груша обыкновенная, вишня, акация белая, лох, айва, шелковица, клен, ясень, береза, пекан, каштан обыкновенный, каштан конский, гледичия, дуб, ива иглолистная, ива белая, ива вавилонская, ива туранская, вяз малый и вяз приземистый.
Вид может поражать как здоровые, так и находящиеся в стрессе деревья. Ущерб больше там, где деревья растут в сложных условиях (ограниченный полив, близость к дорогам, городские насаждения и т. д.) и поэтому менее устойчивы к вредителям. Несколько поколений жуков могут развиваться на одном дереве в течение многих лет подряд, прежде чем оно погибнет. Молодые деревья с тонкой корой более восприимчивы к вредителю. Вид можно встретить в горах на высоте до 2000 м (6562 фута). Из-за своей полифагии жук является опасным вредителем садоводства и лесного хозяйства. Вид может распространяться на разных стадиях в необработанной коммерческой древесине, в древесных продуктах (упаковка, крепеж и т. д.) и с саженцами деревьев. Взрослые особи также могут переноситься на различных поверхностях и очень редко активным полетом. Вид включен в список особо опасных инвазивных вредителей Европейской и Средиземноморской организации по защите растений. Развивается в течение двух лет. На стадии имаго не питается.

## Распространение
Распространён в Афганистане, Индии, Иране, Казахстане, Китае, Кыргызстане, Малайзии, Пакистане, Таджикистане, Туркменистане, Узбекистане, Шри-Ланке и Японии.